# Mura di Babilonia
In principio incluse nell'elenco di Antipatro delle Sette Meraviglie del mondo, le mura di Babilonia racchiudevano la città e la proteggevano dai pericoli, circondandola interamente e passando anche sopra il fiume Eufrate (che attraversava il centro dell'abitato). Le mura esterne erano lunghe oltre 15 chilometri e spesse da 6 a 24 metri, e si diceva che svettassero per oltre 100 metri sopra la città. Dietro a quelle principali vi erano cerchi di mura più piccole, che fornivano una linea di difesa aggiuntiva se mai la prima fosse caduta. Sugli argini dell'Eufrate erano stati posizionati grandi cancelli di metallo per impedire l'ingresso di intrusi via fiume. Per controllare il traffico a piedi erano state costruite otto enormi porte, la più nota delle quali era la famosa porta di Ishtar. Circa 250 torri erano disseminate lungo le mura, fornendo eccellenti punti di osservazione per le sentinelle e ottime postazioni per gli abili arcieri babilonesi: come si può evincere dalla descrizione, le mura erano in grado di resistere a qualsiasi tecnologia d'assedio disponibile all'epoca e protessero efficacemente la città per quasi un secolo.
Bisognò attendere il 539 a.C. per trovare il modo di aggirare le difese della città: Ciro il Grande concepì un piano per deviare l'Eufrate, abbassando il livello dell'acqua in modo tale da entrare a piedi dal letto del fiume. Il suo esercito superò i cancelli metallici con il favore delle tenebre e catturò la città dall'interno. 
A dimostrazione della loro resistenza, buona parte delle antiche mura esiste ancora. Nel 1983 Saddam Hussein iniziò un progetto di ricostruzione del sito dell'antica città, che includeva il restauro delle mura e la ricostruzione della porta di Ishtar. Il progetto è rimasto in sospeso.